# رید اسموت
'

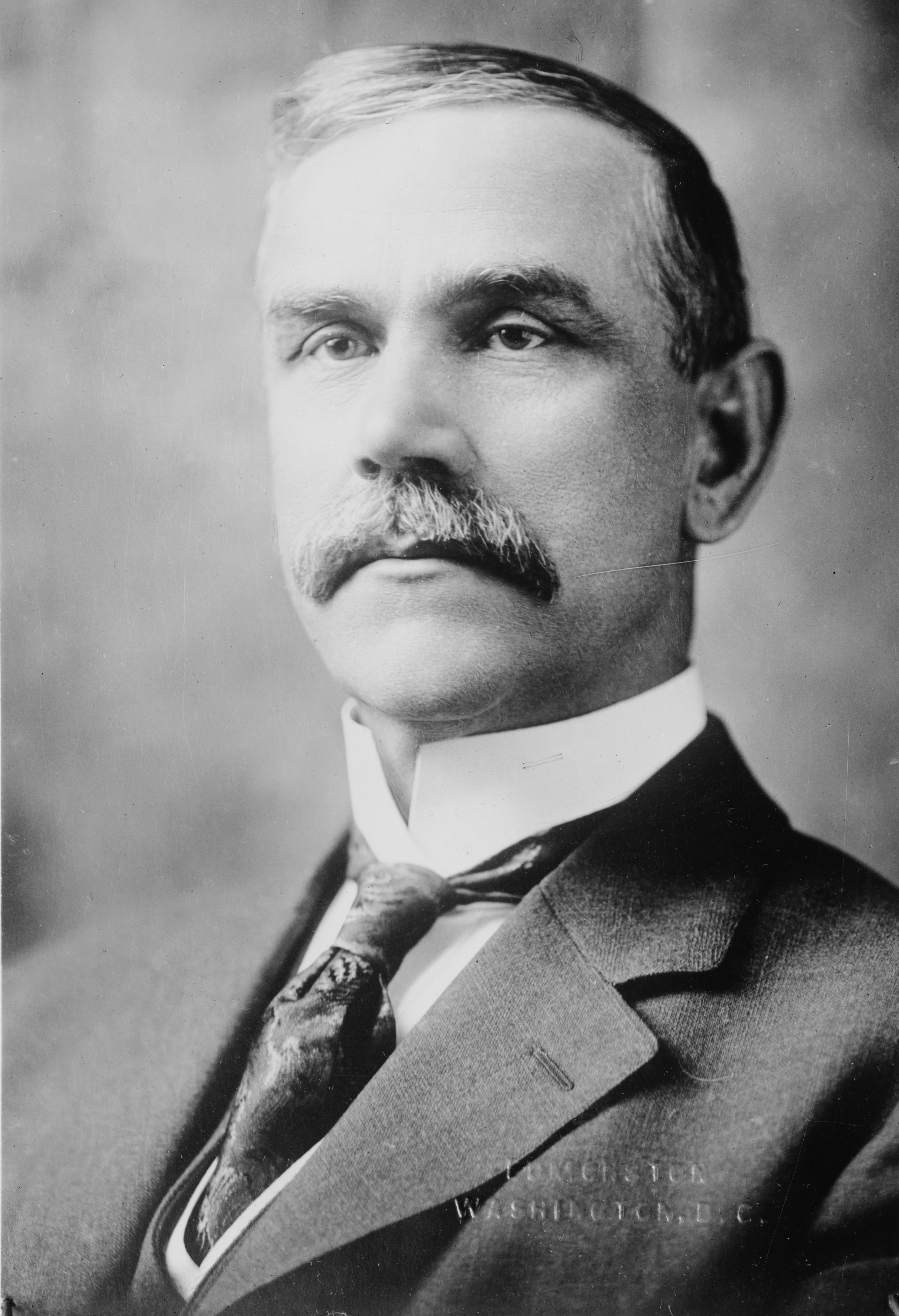

رید اسموت' (به انگلیسی: Reed Smoot) سناتور سابق عضو حزب جمهوری‌خواه ایالات متحده آمریکا بود. وی در سال ۱۹۰۳ تا ۱۹۳۳ میلادی سناتور ایالت یوتا در سنای ایالات متحده آمریکا بود.